# OFC Beach Soccer Championship 2006
L'OFC Beach Soccer Championship 2006 è la 1ª edizione di questo torneo.

## Squadre partecipanti
- Isole Salomone
- Tahiti
- Isole Cook
- Vanuatu

## Fase a gironi
| Squadra        | G | V | P | GF | GS | +/- | P |
| -------------- | - | - | - | -- | -- | --- | - |
| Vanuatu        | 3 | 3 | 0 | 26 | 9  | +17 | 9 |
| Isole Salomone | 3 | 2 | 1 | 20 | 11 | +9  | 6 |
| Tahiti         | 3 | 1 | 2 | 14 | 9  | +5  | 3 |
| Isole Cook     | 3 | 0 | 3 | 2  | 37 | -35 | 0 |

| Squadra 1      | Risultato | Squadra 2      |
| -------------- | --------- | -------------- |
| Vanuatu        | 9-4       | Isole Salomone |
| Tahiti         | 8-1       | Isole Cook     |
| Vanuatu        | 12-1      | Isole Cook     |
| Isole Salomone | 3-2       | Tahiti         |
| Isole Salomone | 13-0      | Isole Cook     |
| Vanuatu        | 5-4       | Tahiti         |

## Finali

### 3º-4º posto
| Squadra 1 | Risultato | Squadra 2  |
| --------- | --------- | ---------- |
| Tahiti    | 12-4      | Isole Cook |

### Finale
| Squadra 1      | Risultato | Squadra 2 |
| -------------- | --------- | --------- |
| Isole Salomone | 6-2       | Vanuatu   |

## Classifica Finale
| Pos | Team           |
| --- | -------------- |
| 1   | Isole Salomone |
| 2   | Vanuatu        |
| 3   | Tahiti         |
| 4   | Isole Cook     |